# Eunidia caffra
Eunidia caffra là một loài bọ cánh cứng trong họ Cerambycidae.